# Вулкан (ракета-носій)
Вулкан — ракета-носій, що розробляється підприємством United Launch Alliance. Перший запуск відбувся 8 січня 2024 року. Ракета-носій буде частково багаторазовою, позаяк головні двигуни після виконання своєї місії від'єднаються, і їх ловитимуть на льоту.

## Історія
ULA розглянув низку концептів ракети-носія протягом 10 років з моменту утворення компанії 2006 року. Різні концепти ракети-носія ґрунтуються на серіях Atlas і Delta, які були представлені уряду США для фінансування. Жоден з варіантів не був профінансований далі стадії концепту.
На початку 2014 року США вирішили доручити ULA розглянути можливі заміни російського двигуна РД-180, що використовується в першому ступені ракети-носія Atlas V. У червні 2014 були укладені контракти ULA з кількома постачальниками ракетних двигунів у США.
У вересні 2014 року ULA оголосив про початок партнерства з Blue Origin, щоб розробляти кисневий/метановий двигун BE-4 на заміну РД-180. На той час двигун розроблявся компанією Blue Origin вже три роки. Як очікується, двигун почне використовуватися не раніше ніж 2019. Два двигуни BE-4 з тягою 2400 КН мали використовуватися на новій ракеті-носії в прискорювачах.
У жовтні 2014 року ULA оголосив про реструктуризацію компанії і робочої сили для зниження витрат на запуск вдвічі. Одна з причин реструктуризації та необхідності скорочення витрат — новий конкурс від SpaceX. ULA заявив, що планує підготовку проектних ідей, які  стосуються «Atlas V» і «Delta IV» до кінця 2014 року для створення наступника «Atlas V», який дозволив би їм скоротити витрати на запуск «Atlas V» удвічі. Частиною реструктуризації є спроба спільно з Blue Origin розробляти альтернативу двигуну BE-4 для нової ракети-носія.
У жовтні 2014 року ULA вперше оприлюднила концепт нової ракети, називаючи його «Система запуску наступного покоління» і використовує цю назву для ракети, яку мали створити до кінця 2014 — на початку 2015 року. У ході заходу YE2014, ULA не розповів подробиці нової ракета, але в квітні 2015 представив нову ракету.
13 квітня 2015 року, на 31-у космічному симпозіумі, генеральний директор Торі Бруно представив нову двоступеневу ракету-носій — «Вулкан». Ім'я Вулкан було обрано після онлайн-опитування.
У лютому 2021 року, ULA поставила першу завершену ракету-носій «Вулкан» у Флориду (США) для випробувань перед першим запуском.
8 січня 2024 року, вперше за більш ніж півстоліття, з мису Канаверал у Флориді (США) на Місяць було запущено важку ракету-носій «Vulcan Centaur». Досягти поверхні Місяця у межах місії «Peregrine» вона має 23 лютого 2024 року. На борту ракети знаходиться посадковий місячний модуль виробництва Astrobotic Technology, наукові інструменти для досліджень, а також прах та ДНК відомих померлих людей. Однак, за повідомленям BBC, після запуску місія «Peregrine» зіткнулася з технічними проблемами, зокрема зі втратою джерела живлення. Компанія Astrobotic Technology також заявила, що її космічний корабель зіткнувся з аномалією, яка завадила йому стабільно спрямовувати свої сонячні батареї до Сонця, а без можливості заряджати акумулятори та підтримувати електричне живлення, місія не зможе продовжуватися. На борту «Peregrine» є корисний вантаж від британсько-українського стартапу Spacebit: металева версія прапора України, різноманітні метали та космічні покриття. Їх планують випробувати під час польоту та місячних умов, щоб підготуватися до запуску місяцехода Asagumo.